# Athyrium adpressum
Athyrium adpressum är en majbräkenväxtart som beskrevs av Ren-Chang Ching och W. M. Chu. Athyrium adpressum ingår i släktet Athyrium och familjen Athyriaceae. Inga underarter finns listade.